# Lord gran tesoriere

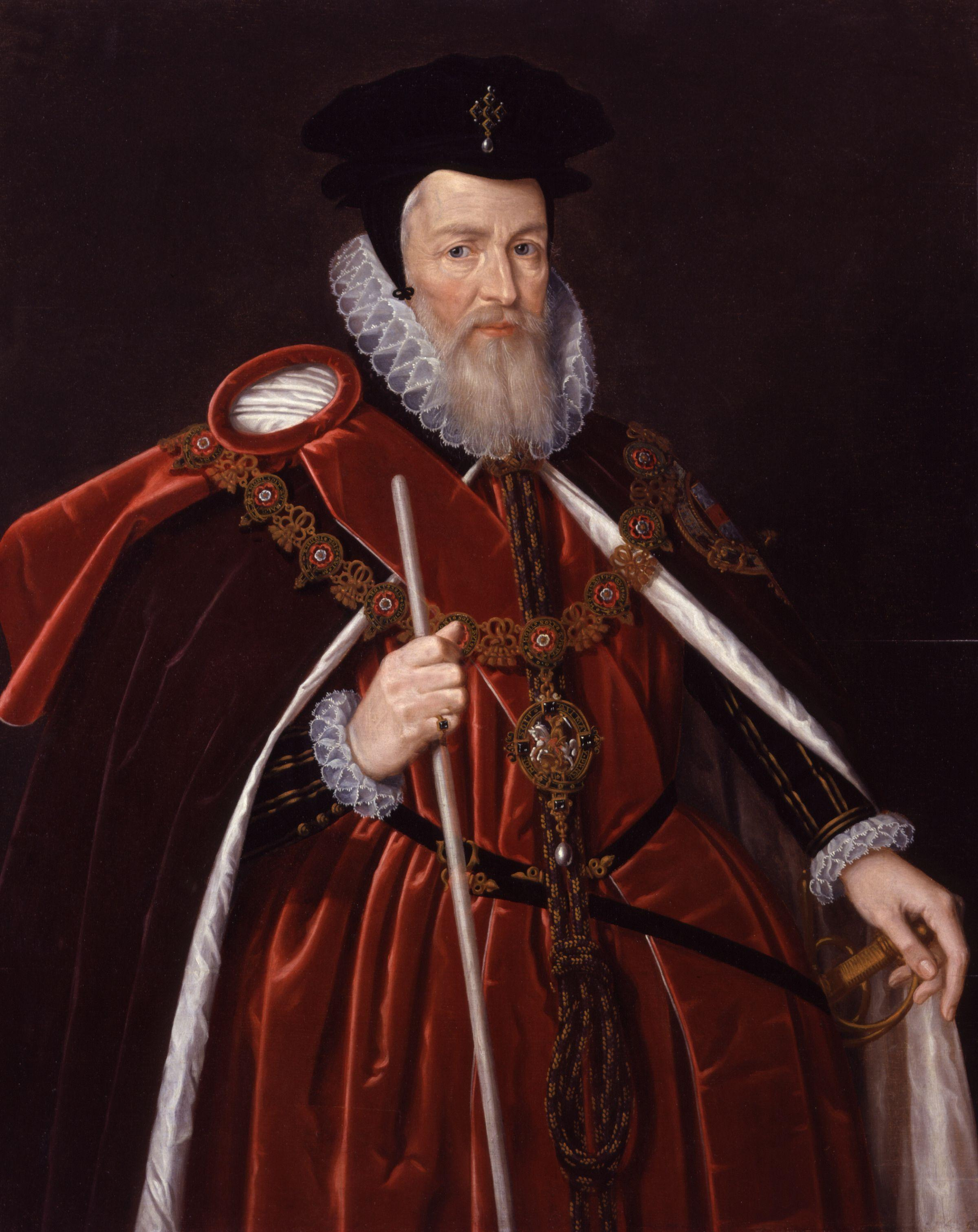
William Cecil, I Baron Burghley - Il Lord Gran Tesoriere porta un bastone bianco come simbolo del suo ufficio.

Lord Gran Tesoriere  o  Lord Tesoriere (Lord High Treasurer o Lord Treasurer in lingua inglese) era una carica governativa del Regno d'Inghilterra ed è una carica del governo britannico dagli Acts of Union (Trattati di Unione) del 1707. Il titolare di questa posizione sarebbe la terza più alta carica di Grande ufficiale dello Stato, sotto il Lord High Chancellor (Lord Alto Cancelliere) e sopra il Lord President of the Council (Lord Presidente del Consiglio). La funzione del Lord Gran Tesoriere consiste nell'essere il capo della Tesoreria di sua Maestà. 
Dal XVII secolo l'ufficio spesso è stato detenuto non da una sola persona, ma collocato in Commissione, in modo che un Consiglio di funzionari congiuntamente esercita i poteri del "Lord Gran Tesoriere". Tali incaricati sono noti come Lords Commissioners of the Treasury (Lord Commissari del Tesoro). L'ufficio è stato svolto in Commissione ininterrottamente dalle dimissioni di Charles Talbot, I duca di Shrewsbury nel 1714.
Ai giorni nostri, per convenzione, i "Lord Commissari del Tesoro" includono il Primo Ministro del Regno Unito, di solito in carica come il First Lord of the Treasury (Primo Lord del Tesoro) e il Cancelliere dello Scacchiere, che funge come il Second Lord of the Treasury ("Secondo Lord del Tesoro"). Altri membri del governo, di solito Whip alla Camera dei Comuni, sono nominati per servire come subalterni Lords Commissioners of the Treasury (Lord Commissari del Tesoro).

## Origini
Il Tesoro Inglese sembra esistesse intorno al 1126, durante il Regno di Enrico I d'Inghilterra, quando le responsabilità finanziarie sono state separate dal resto delle altre competenze che si sono evolute nella figura del Lord Great Chamberlain (Lord Gran Ciambellano). Il Tesoro era originariamente una sezione della Casa reale con custodia del denaro del Re. 
Nel 1216, venne nominato un Tesoriere incaricato di prendere il controllo del Tesoro a Winchester. Il Tesoriere è stato anche un ufficiale dello scacchiere e supervisionava il rendiconto reale. Dall'epoca dei Tudor, il "Lord Gran Tesoriere" aveva raggiunto un posto tra i "Grandi Ufficiali di Stato", dietro il Lord Cancelliere e sopra il Master of the Horse. Con il Treason Act del 1351 la sua uccisione fu classificata come tradimento.
Durante il XVI secolo, il "Lord Gran Tesoriere" è stato spesso considerato il più importante funzionario del governo e divenne de facto Primo Ministro. L'esemplificazione del potere di "Lord Gran Tesoriere" è William Cecil, I barone Burghley, che ha servito nella carica dal 1572 al 1598. Durante il suo mandato ha dominato l'amministrazione sotto Elisabetta I.

## I Commissari moderni
Da allora si è evoluto un sistema variato raramente. Oggi, il First Lord of the Treasury ("Primo Lord del Tesoro") è di regola il Primo Ministro, e il Second Lord of the Treasury ("Secondo Lord del Tesoro") è il Chancellor of the Exchequer ("Cancelliere dello Scacchiere"), che ha ereditato la maggior parte delle responsabilità finanziarie della funzione. Il rango subordinato è dei Junior Lords of the Treasury ("Lord Junior del Tesoro") che, anche se teoricamente membri del Comitato del Tesoro, in pratica servono come Whip del Governo sotto il "Segretario del Parlamento al Ministero del Tesoro" (Chief Whip) (capo dei Whip).
I Commissari attuali sono: Rt Hon (The Right Honourable) Boris Johnson e Rishi Sunak;